# Rhyacophila kimminsi
Rhyacophila kimminsi är en nattsländeart som beskrevs av Ross 1956. Rhyacophila kimminsi ingår i släktet Rhyacophila och familjen rovnattsländor. Inga underarter finns listade i Catalogue of Life.